# Росен Божинов
Ро́сен Пе́тков Бо́жинов (болг. Росен Петков Божинов; нар. 23 січня 2005) — болгарський футболіст, захисник бельгійського клубу «Антверпен».

## Клубна кар'єра
Виступав за юнацьку команду «Етир», а 8 січня 2021 року приєднався до академії софійського ЦСКА. 8 квітня 2022 року дебютував в основному складі ЦСКА в матчі Першої ліги проти «Локомотива» (Пловдив), замінивши Томаса Лама.
17 червня 2022 року став гравцем іншого софійського клубу ЦСКА 1948. 30 липня 2022 року дебютував за резервну команду в матчі Другої ліги проти «Добруджи» (Добрич). 11 грудня 2023 року в поєдинку «Дунава» забив свій перший гол в кар'єрі. 16 лютого 2024 року підписав з клубом новий контракт. 18 лютого дебютував в основному складі ЦСКА 1948 в матчі Першої ліги проти «Етара», вийшовши на заміну Талісу.
21 червня 2024 року перейшов у бельгійський «Антверпен», підписавши чотирирічний контракт. 19 жовтня 2024 року дебютував за фарм-клбу «Янг Редс» в матчі Національного дивізіону 1 проти «Дессел Спорт». 6 жовтня 2024 року дебютував в основному складі «Антверпена» в матчі Про-ліги проти «Серкля», вийшовши на заміну Зено Ван Ден Босху.

## Кар'єра в збірній
Виступав за збірні Болгарії до 17, до 18, до 19 і до 20 років. 15 листопада 2024 року дебютував за збірну до 21 року в товариському матчі проти збірної Туреччини

## Статистика виступів
Станом на 10 серпня 2025
| Клуб              | Сезон             | Чемпіонат               | Чемпіонат | Чемпіонат | Кубок | Кубок | Єврокубки | Єврокубки | Інші  | Інші | Всього | Всього |
| Клуб              | Сезон             | Дивізіон                | Матчі     | Голи      | Матчі | Голи  | Матчі     | Голи      | Матчі | Голи | Матчі  | Голи   |
| ----------------- | ----------------- | ----------------------- | --------- | --------- | ----- | ----- | --------- | --------- | ----- | ---- | ------ | ------ |
| ЦСКА (Софія)      | 2021–22           | Перша ліга              | 2         | 0         | 0     | 0     | 0         | 0         | —     | —    | 2      | 0      |
| ЦСКА 1948 II      | 2022–23           | Друга ліга              | 2         | 0         | —     | —     | —         | —         | —     | —    | 2      | 0      |
| ЦСКА 1948 II      | 2023–24           | Друга ліга              | 10        | 1         | —     | —     | —         | —         | —     | —    | 10     | 1      |
| ЦСКА 1948 II      | Всього            | Всього                  | 12        | 1         | 0     | 0     | 0         | 0         | 0     | 0    | 12     | 1      |
| ЦСКА 1948         | 2023–24           | Перша ліга              | 16        | 0         | 1     | 0     | —         | —         | 1     | 0    | 18     | 0      |
| Янг Редс          | 2024–25           | Національний дивізіон 1 | 6         | 0         | —     | —     | —         | —         | —     | —    | 6      | 0      |
| Антверпен         | 2024–25           | Про-ліга                | 8         | 0         | 1     | 0     | —         | —         | —     | —    | 9      | 0      |
| Антверпен         | 2025–26           | Про-ліга                | 3         | 0         | 0     | 0     | 0         | 0         | 0     | 0    | 3      | 0      |
| Антверпен         | Всього            | Всього                  | 11        | 0         | 1     | 0     | 0         | 0         | 0     | 0    | 12     | 10     |
| Всього за кар'єру | Всього за кар'єру | Всього за кар'єру       | 47        | 1         | 2     | 0     | 0         | 0         | 1     | 0    | 50     | 1      |

1. ↑  Матчі плей-оф за участь в Лізі Європи УЄФА